# Sončni zaliv
Sončni zaliv (izvirno Home and Away) je avstralska telenovela, ki jo je Seven Network premierno prikazal 17. januarja 1988.

## Sezone
| Sezone   | Epizode | Prvič predvajano na Seven Network | Prvič predvajano na TV3 |
| -------- | ------- | --------------------------------- | ----------------------- |
| 1.sezona |         |                                   |                         |

### Zgodba
Sončni zaliv opisuje življenja, ljubezni, srečo in zlomljena srca prebivalcev Summer Baya, majhnega obmorskega mesta v New South Walesu v Avstraliji.
To je avstralska serija, ki jo snemajo od januarja 1988. V začetku snemanja je bila serija osredotočena na Pippo in Toma Fletcherja ter otroke, ki so bili pri njima v rejništvu. Postavljena je v majhno izmišljeno obmorsko mesto Summer Bay, severno od Sydneyja. Sedaj pa klasična avstralska soap opera prikazuje nadloge, trpljenja ter ljubezni, prepire, uspehe in propade prebivalcev tega mesteca. Samo dva izmed njih, Alf in Sally, pa živita tam že 17 let.

## Glavni igralci
- Ray Meagher - Alf Stewart